# Campidoglio (Sacramento)
Il Campidoglio di Sacramento (in inglese California State Capitol) è la sede governativa dello Stato della California, negli Stati Uniti d'America. Qui siede l'Assemblea Generale della California, composta dal Senato della California e dall'Assemblea Statale. Qui si trova inoltre l'ufficio del Governatore.
Fu costruito in stile neoclassico tra 1861 e 1874.